# 拉帕尔马 (加利福尼亚州)
拉帕尔马（英語：La Palma），是美国加利福尼亚州橙县下属的一座城市。建市于1955年10月26日，面积大约为1.81平方英里（4.7平方公里）。根据2010年美国人口普查，该市有人口15,568人。